# Closterus mixtus
Closterus mixtus là một loài bọ cánh cứng trong họ Cerambycidae.